# Jazigi
Jazigi (latinsko Iazyges, grško starogrško Ἰαζυγες  [Jaziges]),  sarmatsko pleme jezdecev bojevnikov, ki je od 6. stoletja pr. n. št. do 4 stoletja n. št. prebivalo v južnih ruskih in ukrajinskih stepah Sarmatije. Jazigi so se morali malo pred sredino 1. stoletja,  morda pod pritiskom Gotov, Aorsov in Alanov in kasneje sarmatskih Roksolanov, umakniti proti zahodu v vzhodno Panonsko nižino.
Jazigi so sprva prodrli samo do vzhodnih dačanskih ozemelj. Del plemena je ostal vzhodno od Karpatov in se šele kasneje preselil proti zahodu. Njihova pot je sledila toku reke Dnester proti severu in nato proti severozahodu. Naselili so se na ozemlju zahodno od Karpatov do srednjega toka Donave na zahodu in jugu ob meji rimske province Panonije. Hitro so razvili zelo dobre odnose z germanskimi Kvadi na severozahodu, ki so trajali že več stoletij. V Vlaški na severni meji s provinco Mezijo in kasneje tudi v Banatu so se naselili Roksolani.

## Poreklo
Jazigi so bili sprva naseljeni na obalah Azovskega morja. Antični Grki in Rimljani so jih imenovali Meoti. Geograf Ptolemaj jih imenuje Jazigi Metanasti, se pravi tavajoči ali potujoči Jazigi. Od tam so se ob obali Črnega morja preselili na zahod do sedanje Moldavije in jugozahodne Ukrajine. 
V pontskih vojnah proti Rimljanom okoli leta 88-84 pr. n. št. so bili zavezniki pontskega kralja Mitridata VI. Evpatorja, ki je vladal v severozahodni Mali Aziji. Rimljani so zato leta 78-76 pr. n. št. proti njim preko Donave poslali svojo vojsko, da bi jih zastrašila.
Največji rimski nasprotniki ob spodnji Donavi so bili takrat Dačani. Ko se je Burebistovo Dačansko kraljestvo okoli leta 7 začelo podirati, so Rimljani izkoristili njegovo šibkost in nagovorili Jazige, naj se naselijo v Panonski nižini med rekama Donavo in Tiso.

## Zgodovina

### Rimsko obdobje
Jazigi so se delili na svobodnjake in podložnike (Sarmatae limigantes), ki so živeli v povsem drugačnih razmerah kot svobodnjaki in so bili morda pripadniki staroselcev, ki so jih zasužnjili nomadski prišleki. Leta 34 so se uprli, vendar so njihov upor s tujo pomočjo zatrli.
Ko so Rimljani sklenili dokončno pokoriti Dakijo, so jim Jazigi odrekli svojo pomoč, ker so vsako poletje pasli svoje črede od južne Romunije do Črnega morja in bi rimska zasedba Dakije prekinila njihove tradicionalne selitvene poti. Rimskega cesarja Domicijana  je njihovo ravnanje tako zaskrbelo, da je prekinil pohod proti Dačanom in  se obrnil proti njim in germanskim Svebom, ki so prav tako živeli ob spodnji Donavi. 
Na začetku leta 92 so Jazigi skupaj s Sarmati in germanski Kvadi vdrli preko Donave v rimsko provinco Panonijo. Maja so razbili rimsko XXI. legijo Rapax, katero  so Rimljani  zaradi sramote kmalu zatem razpustili. Boji so se nedaljevali do Domicijanove smrti leta 96.
V letih 101-105 je bojeviti cesar Trajan končno pokoril Dačane in ustanovil rimsko provinco Dakijo. Leta 107 je proti Jazigom poslal svojega generala Hadrijana z nalogo, da jih podjarmi. Leta 117 je Trajan umrl. Nasledil ga je Hadrijan, ki je sklenil utrditi in zaščititi dosežke svojega predhodnika. Med rimsko zasedbo Dakije so Jazigi ostali samostojni, vendar so priznavali rimsko nadoblast. 
Dokler je bilo Rimsko cesarstvo močno, je lahko vzdrževalo obstoječe stanje, potem pa so se v poznem 2. stoletju razmere zaostrile. Ko so se Rimljani sredi leta 166 zapletli v vojno s Partskim cesarstvom, so ljudstva, ki so živela  severno od Donave - Markomani, Naristi, Vandali, Hermanduri, Langobardi in Kvadi, vdrla preko Donave na jug in napadla in plenila izpostavljene rimske province. Splošnemu napadu so se pridružili tudi Jazigi in ubili rimskega guvernerja Dakije Kalpurnija Prokula. Cesar Mark Avrelij je v markomanskih vojnah vse do svoje smrti poskušal ponovno vzpostaviti  prejšnje stanje. Leta 170 so Jazigi porazili in ubili gvernerja Spodnje Mezije Klavdija Fronta. Mark Avrelij je zato iz Sirmija, sedanje Sremske Mitrovice v Srbiji, osebno vodil napad na Jazige in jih po težkih bojih potisnil na stare meje. 
Leta 175 je moral zaradi upora na vzhodu, ki ga je vodil Avidij Kasij, pohod prekiniti. Vodilni jaziški poglavar Zantik se je z Markom Avrelijem pobotal in priznal njegovo nadoblast. Jazigi so morali v rimsko vojsko prispevati 8.000 konjenikov, ki so služili v rimskih pomožnih enotah. 5.500 konjenikov so Rimljani poslali v  Britanijo. Po odločilni rimski zmagi niso Jazigi nikoli več ogrožali Rimskega cesarstva. 
Okoli leta 230 so na ozemlje severno od jaziškega pritisnili vandalski Hasdingi in skupaj z Alemani, in Franki postali glavna grožnja Rimskemu cesarstvu. Rimljani so kljub temu leta 371 začeli graditi utrjeno trgovsko središče Commercium, ki je obvladovalo trgovanje z Jazigi.

### Pozna antika
V pozni antiki so postali zapisi o Jazigih mnogo bolj redki in jih ne obravnavajo več kot pleme.

### Srednji vek
V srednjem veku se je v vzhodni Evropi pojavilo še eno iransko pleme – Jazi (ali Jazoni), ki so verjetno prišli v 13. stoletju v srednjeveško Ogrsko kraljestvo skupaj s Kumani, potem ko so jih porazili Mongoli. Kralj Bela IV. jim je dal zatočišče in kmalu postali privilegirana skupnost s pravico do samouprave. 
Odnosi med ogrskim plemstvom in kumansko-jaškimi plemeni so se kmalu dramatično zaostrili in prišleki so zapustili svojo novo domovino. Po končani mongolsko-tatarski invaziji (1235-1290) so se vrnili in se naselili v osrednji Panonski nižini. Na začetku so se ukvarjali predvsem z živinorejo. V naslednjih dveh stoletjih so se popolnoma zlili z madžarskim prebivalstvom. Njihov jezik se je izgubil, svojo identiteto pa so vse do leta 1876 ohranili v svoji regionalni avtonomiji. Po njih se imenuje več kot deset naselij v osrednji Madžarski, med njimi Jászberény, Jászárokszállás in Jászfényszaru. 
Edini zapis v jaškem jeziku so odkrili leta 1950 v Madžarski nacionalni Széchényijevi knjižnici v Budimpešti na hrbtni strani diplome iz leta 1443. Vsebuje kratek jaško-latinski slovar za menihe v novoustanovljenem samostanu v hribovju Pilis severozahodno od Budimpešte. 
Iz imena Jazigi ali Jazi izhaja tudi ime romunskega mesta Iaşi, ki stoji na njihovi selitveni poti iz Ukrajine v Panonsko nižino.
Povezava med Jazigi in Jazi (Jazoni), je sporna. Večina madžarskih strokovnjakov trdi, da so pripadali različnim skupinam Sarmatov in da so bili Jazi sorodniki Alanov in Osetov. Drugi domnevajo, da so se Jazigi v zmedi med hunsko in avarsko invazijo v 5. in 6. stoletju odselili nazaj na vzhod, ali pa da so bili Jazi druga veja Jazigov, ki se ni preselila na zahod in je ves čas ostala na ozemlju sedanje južne Rusije. Iz zapisa na diplomi je razvidno, da sta bila njihova jezika zelo podobna.

## Vladarji
Znani so naslednji jaziški vladarji:
- Bakadasp, poglavar (pred 180) [5]
- Zantik, kralj (2. stoletje)[6]
- Bevka ali Bevkan, kralj (470/472)[7][8][9]
- Babaj, kralj (470/472)[7][8][9]